# Окжетпес
 «Окжетпе́с» — казахстанский профессиональный футбольный клуб из города Кокшетау. Статус команды мастеров был получен в 1968 году. Пятикратный победитель Первой лиги. Домашний стадион — «Окжетпес».

## Прежние названия
- «Торпедо» (1957—1987)
- «Спартак» (1990)
- «Кокшетау» (1991—1993)
- «Кокше» (1994—1996)
- «Акмола» (1999—2000)
- «Есиль» (2001—2003)
- «Окжетпес» (2004—н. в.)

## История

### Советский период
В послевоенные годы в Кокчетаве было образовано несколько команд. Среди них с конца 1940-х и начала 1950-х годов явным лидером считался «Машиностроитель». Выступавшие за эту команду игроки: П. Мещерин, В. Пруцаков, Ю. Борзенков, В. Гладков, Я. Найбауэр, В. Селезнёв, К. Калишев, И. Найбауэр, Н. Медведев, М. Молчанов, П. Бузин, Г. Востриков, А. Курамшин заложили основу профессионального футбола в Кокчетаве.
В 1957 году команда была переименована в «Торпедо» и впервые выступила под этим названием в первенстве Казахской ССР среди коллективов физкультуры. В 1964 году «Торпедо» стало обладателем Кубка Целинного края, а в 1967 году чемпионом Казахской ССР среди коллективов физкультуры. На следующий год клуб получил статус команды мастеров и был включён в первенство СССР среди команд класса «Б» казахстанской зоны. 110 матчей провело «Торпедо» в этих соревнованиях: выиграно 33 матча, 30 завершилось ничьей, проиграно 47. Разница мячей составила 85−128. Лучшее место — 7 (1970).
В 1979 году команда «Торпедо» была включена в шестую зону (Сибирь и Казахстан) второй лиги чемпионата СССР. Переход на более высокий уровень оказался неудачным — по итогам сезона команда заняла последнее 21 место, пропустив 120 мячей в 40 играх. Основными причинами этого стали проблемы с составом (особенно в линии защиты и на вратарской позиции) и отсутствие опыта. Однако, наряду с многочисленными неудачами, 20 мая 1979 года была одержана историческая победа над ближайшими географическими соседями — «Авангардом» из Петропавловска со счётом 7:2, ставшая самой крупной для команды в рамках второй лиги чемпионатов СССР. Лучшие бомбардиры «Торпедо» этого сезона — Анатолий Новожёнов и Юрий Сивак (по 8 голов).
Начиная с 1980 года «Торпедо» выступает в казахстанской зоне второй лиги чемпионата СССР (в 1980—1981 годах — седьмая зона, затем — восьмая зона; номер зоны имел только порядковое значение). В сезоне 1980 года команда заняла 14 место из 20 команд, что было определённым прогрессом. Лучшим бомбардиром команды стал Александр Голубовский (10 голов).
В сезоне 1981 года команда также заняла 14 место (из 19 участников), лучшим бомбардирами стали четверо футболистов, забившие по 4 гола (В. Малов, Ю. Сивак, С. Бояркин и А. Разумович) .
В дальнейшем были показаны следующие результаты:
- 1982 — 15 место (19 участников), лучший бомбардир — Виктор Малов (12 голов).
- 1983 — 10 место (17 участников) — лучший результат команды во второй лиге чемпионата СССР, 12 голов забил Виктор Малов.
- 1984 — 12 место (17 участников), лучший бомбардир — Виктор Малов (11 голов); в команде дебютировал местный воспитанник Владимир Нидергаус.
- 1985 — 11 место (14 участников), лучший бомбардир — Марат Галимов (15 голов); после сезона 1985 года в алма-атинский «Кайрат» (Высшая лига чемпионата СССР) перешёл местный воспитанник Турлубек Батырбаев.
- 1986 — 13 место (15 участников), лучший бомбардир — Асланби Мазлоев (6 голов).
- 1987 — 14 место (15 участников), лучший бомбардир — Асланби Мазлоев (7 голов), по итогам сезона команда покинула вторую лигу чемпионата СССР.

Сезон 1987 года оказался последним для «Торпедо». Предпосылки к этому проявились уже в конце первого круга, когда команда потерпела поражение в Кзыл-Орде от местного «Мелиоратора» со счётом 1:6. Вскоре последовало домашнее поражение от «Экибастузца» с таким же счётом, после чего старшего тренера В. Малова сменил Г. Плотников. Однако команда потерпела ещё серию крупных поражений, в том числе и домашних. В итоге судьба «Торпедо» решалась в последнем туре, когда 7 октября в Джезказгане в очном поединке встретились два кандидата на вылет, имеющие равное количество очков. Хозяева одержали победу со счётом 1:0 и сохранили место во второй лиге, а период истории кокчетавского клуба «Торпедо» завершился в год его 30-летнего юбилея, оставив Кокчетав на 2 сезона без большого футбола.

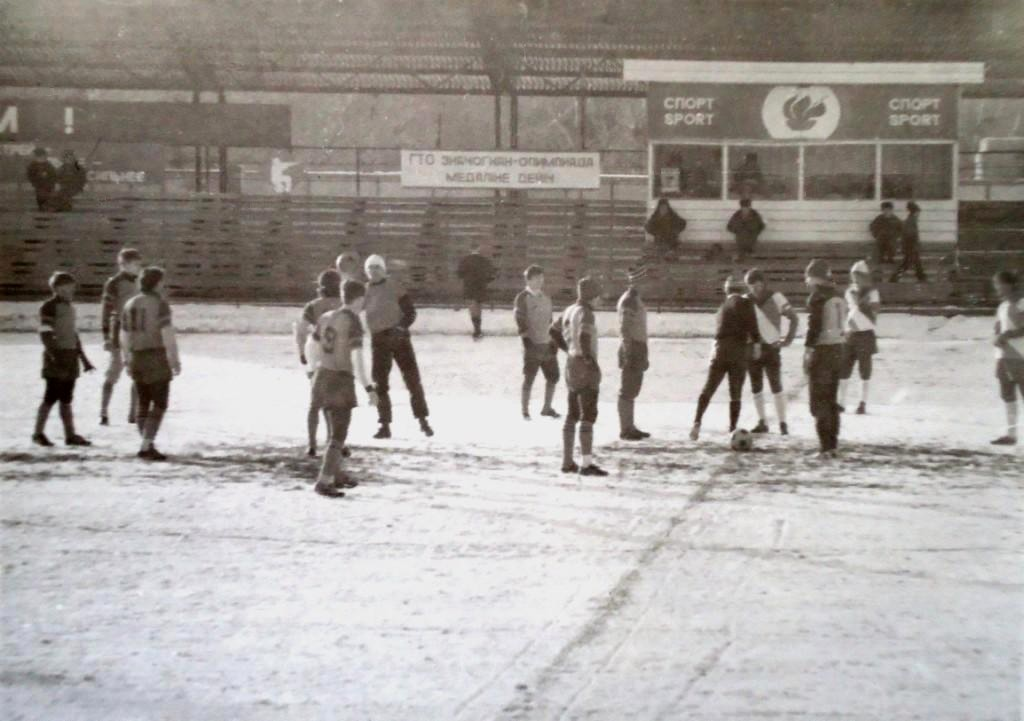
Кокчетав, стадион «Жастар». Начало последнего матча «Кокшетау» в Чемпионате СССР по футболу (04.11.1991)

По итогам сезона 1989 года вторая лига чемпионата СССР была разделена на два уровня. В 1990 году лучшие клубы девяти прежних зон образовали три новых зоны собственно второй лиги, остальные команды — десять зон второй низшей лиги. В восьмую зону (Казахстан и часть Средней Азии) второй низшей лиги был включён клуб «Спартак» (Кокчетав), сформированный при тресте «Кокчетавсельстрой № 2», ставший преемником «Торпедо». Костяк команды составили приглашённые футболисты, была привлечёна группа молодых местных воспитанников (С. Калабухин, В. Гусев, В. Зайцев, Л. Владимиров и др.), в атаке играл Владимир Нидергаус. «Спартак» успешно стартовал и находился в лидирующей группе, однако уже в июне клуб покинули старший тренер Владимир Коробков и ряд ведущих игроков, после чего результаты пошли на спад. В итоге в дебютном для себя сезоне «Спартак» занял 11 место из 19 участников, а лучшим бомбардиром команды стал Владимир Нидергаус (17 голов).
В следующем сезоне 1991 года команда была переименована в «Кокшетау», что означало её переход под крыло городских властей. Как и годом ранее, команда заняла 11 место среди 19 участников. После первых туров перешёл в алма-атинский «Кайрат» (1 лига чемпионата СССР) Владимир Нидергаус, зато ударный сезон провёл форвард-ветеран Асланби Мазлоев (20 голов). Последний матч сезона, также ставший для команды и последним в рамках чемпионатов СССР, прошёл в Кокчетаве 4 ноября 1991 года при минусовой температуре на заснеженном поле стадиона «Жастар», а «Кокшетау» одержал убедительную победу 4:0 над «Алаем» (Ош).

### В чемпионатах Казахстана

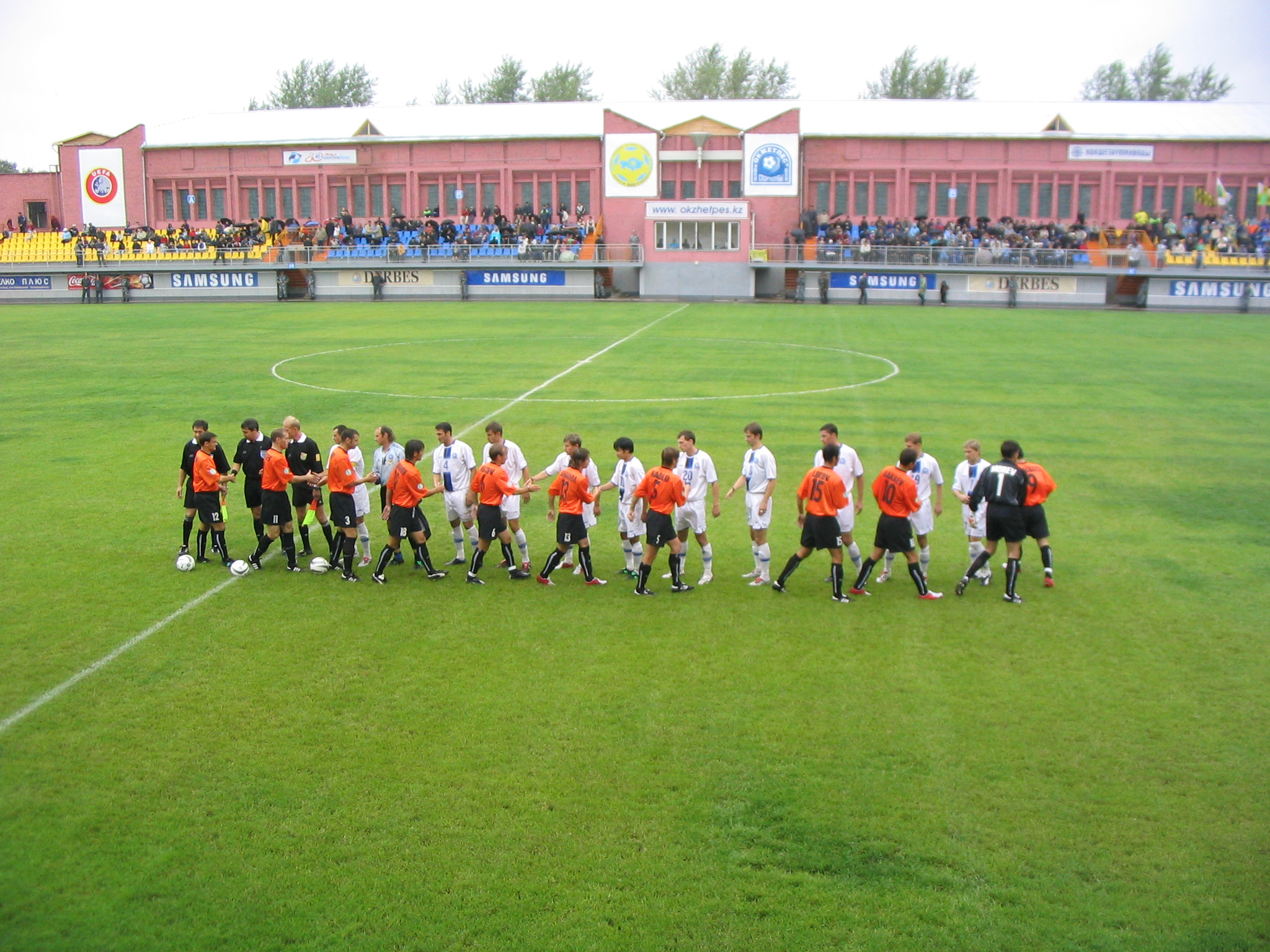
Кокшетау, стадион «Окжетпес». Начало матча «Окжетпес» — «Тобол» (25.06.2005)

В 1992 году с обретением Казахстаном независимости команда начала выступать в чемпионате страны под названием «Кокшетау». Итоговый результат — 20 место из 24 команд.
В 1993 году, проведя лишь 8 игр, команда снялась с розыгрыша, а оставшиеся матчи с её участием были аннулированы.
В 1994 и 1995 году под названием «Кокше» команда выступала в первой лиге, дважды заняв 3 место. Среди сильнейших коллективов республики кокшетауцы появились лишь в 1996 году и вновь неудачно: проведя 19 матчей, команда «Кокше» снялась с участия.
В 1999 году в Кокшетау вновь появилась профессиональная команда под названием «Акмола», которая заняла 3 место в первой лиге, а в 2000 году сумела закрепиться в Суперлиге.

В 2001 году команда вновь поменяла название на «Есиль», под которым выступала до 2003 года.

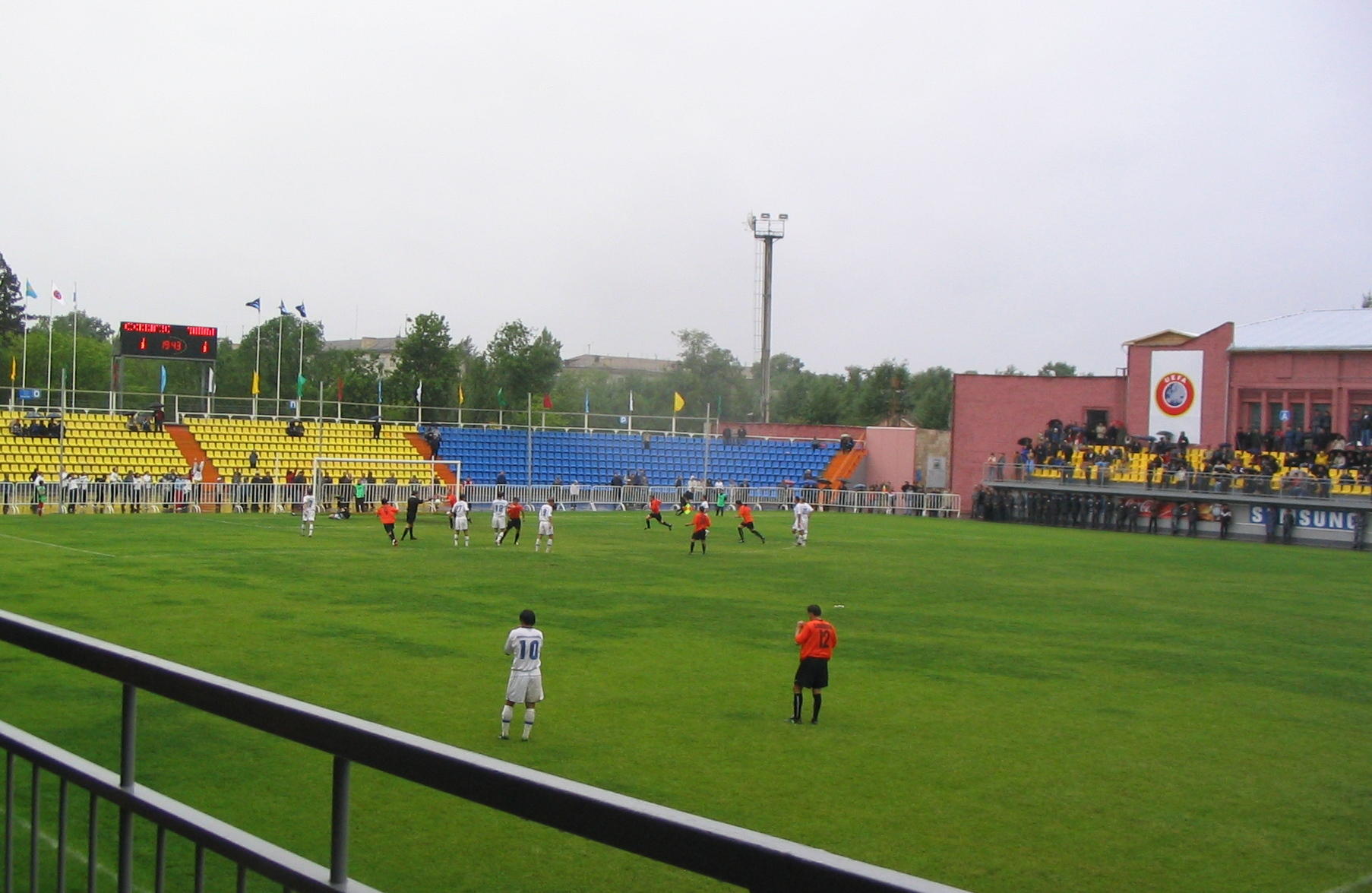
Эпизод матча «Окжетпес» — «Тобол» (25.06.2005)

2 февраля 2004 года решением руководства области и города футбольный клуб «Есиль» был переименован в «Окжетпес». На тренерский пост был приглашён Владимир Фомичёв, поднявший клуб в первом сезоне на 11-е место, а в 2005 и 2008 годах — на 9-е. Это стало лучшим достижением кокшетауского футбольного клуба в Премьер-лиге на то время.
В 2009 году команду возглавил молодой тренер Эдуард Глазунов. Также в этом году команда «Окжетпес» впервые в своей истории приняла участие в европейском турнире — Лиге Европы УЕФА. Жребий выбрал в соперники синегорцам молдавскую команду «Зимбру». В первом матче в Кишинёве «Окжептес» одержал победу со счётом 2:1, став первой казахстанской командой, выигравшей на выезде. Однако в ответной игре кокшетауцы уступили со счётом 0:2 и лишились редкого шанса пройти в следующий раунд Лиги Европы.
В 2010 году на посту главного тренера сменились 3 человека: Сергей Герасимец, Алексей Клишин, Вячеслав Ледовских, но команда вылетела из Премьер-лиги, заняв последнее место.
В 2011 году на пост главного тренера «Окжетпеса» был приглашён Владимир Николаевич Чебурин. Завоевав серебряные медали Первой лиги, команда с первой попытки вернулась в высший дивизион страны. Несмотря на положительный результат, руководством для выступления в Премьер-лиге 2012 года был приглашён новый главный тренер — специалист с Украины Виктор Дагадайло. Провальное выступление в начале сезона заставило руководство отказаться его услуг, и клуб снова возглавил Владимир Чебурин. Тем не менее команда заняла последнее место и снова вылетела в Первую лигу.
В 2013 году в очередной раз сменилось руководство. Директором был назначен Юрий Бондаренко, а главным тренером стал Серик Абдуалиев. Команду пополнили такие опытные футболисты, как Алибек Булешев и Никита Хохлов. С первой попытки вернуться в высший дивизион страны не удалось. Команда заняла лишь 3-е место. Однако уже на следующий год С. Абдуалиева, после неудачного старта в первенстве, сменил молодой тренер Андрей Ферапонтов. С ним команда уверенно прошла весь чемпионат и завоевала золотые медали первенства 2014 года, что позволило напрямую выйти в число 12 лучших команд республики.
2015 год стал для «Окжетпеса» весьма успешным. Команда под руководством опытного наставника Владимира Муханова заняла 8 место, показывая симпатичный комбинационный футбол. В её составе выступал известный российский футболист Дмитрий Сычёв. Черногорский легионер «Окжетпеса» Лука Роткович стал вторым бомбардиром чемпионата, забив 13 мячей.
В 2016 году «Окжетпес» сумел выполнить задачу, поставленную перед клубом руководством Акмолинской области и вошёл в шестёрку сильнейших команд страны, заняв по итогам сезона 5-е место. Это лучший результат команды в Премьер-лиге за всю историю выступлений. «Окжетпес», в составе которого выступали сербский голкипер Саша Стаменкович, Даниил Чертов, Олександр Чижов, Виталий Волков и другие, имел все шансы, чтобы побороться за бронзу чемпионата, а также за участие в еврокубках. Серж Бандо Н’Ганбе вошёл в число лучших бомбардиров Премьер-Лиги 2016 года, забив за «Окжетпес» 9 мячей.
В 2017 году перед «Окжетпесом» была поставлена задача занять третье место. Однако команду в межсезонье и по ходу турнира покинули многие футболисты, составлявшие костяк коллектива в 2016 году. Кроме того, из-за гибели газона на домашнем стадионе, «Окжетпес» большую часть сезона был вынужден провести без должной поддержки своих болельщиков. В разгар сезона подал в отставку главный тренер В. Муханов. Новому руководству клуба и главному тренеру В. Пасулько не удалось переломить кризисную ситуацию, и команда проиграла практически все ключевые матчи. Не принесла успеха и последовавшая в конце сезона ставка на новый тренерский тандем. Итог — вылет команды в первый дивизион в год её 60-летнего юбилея.
Сезон 2018 года в первой лиге «Окжетпес» провёл под руководством главного тренера С. Н. Попкова. Задача на сезон — возвращение в Премьер-лигу. Для её решения состав пополнили опытные форварды Никита Баженов и Санат Жумаханов, остались в команде ключевые игроки обороны и центра поля Ренат Абдуллин и Виталий Гошкодеря. «Окжетпес» сразу захватил лидерство, стартовав с пяти побед подряд и, несмотря на отдельные спады, уверенно удержал его до конца сезона, опередив занявший второе место «Тараз» на 7 очков. Заметный вклад в итоговый успех внёс ветеран команды Алибек Булешев, который отыграл половину сезона и забил 5 голов, после чего перешёл на административную работу в команде. С. Н. Попков по итогам сезона был признан лучшим тренером первой лиги.
Перед сезоном 2019 года в «Окжетпесе» произошли существенные изменения. Задачу закрепиться в Премьер-лиге был призван решить новый тренерский штаб во главе с Андреем Карповичем, значительной реконструкции подвергся состав команды, который пополнили футболисты с опытом игры на серьёзном уровне. Относительная неопытность нового главного тренера, многочисленные приглашённые новички и неудачный старт поначалу вызвали недовольство части болельщиков, однако тренерскому штабу постепенно удалось переломить негативную ситуацию и создать боеспособный коллектив. В итоге, несмотря на некоторые финансовые и организационные проблемы по ходу сезона, «Окжетпес» финишировал на 7 месте, что стало одним из лучших результатов команды в Премьер-лиге.
В межсезонье 2019/20 покинул команду один из лучших её бомбардиров — бразильский форвард Данило Алмейда и ряд других футболистов, остались ключевые игроки центра поля Дарко Зорич, Милан Стоянович и Артём Дмитриев, пополнила команду группа новых легионеров. В начале сезона 2020, как и годом ранее, команда проиграла 5 матчей подряд. После первых трёх игр чемпионат был прерван на ковид-карантин и возобновился только 1 июля, когда в северном дерби «Кызылжар» — «Окжетпес» хозяева победили 3:1. Затем чемпионат вновь был прерван на карантин и через некоторое время возобновился матчами всех команд на стадионах Алма-Аты и её окрестностей. Фактически, «Окжетпес» провёл на своём родном стадионе только один матч за весь сезон — 15 марта против «Кайсара» (без зрителей). Возникшая по ходу сезона задача сохранения места в Премьер-лиге отчасти упростилась, когда по причине финансовых проблем с турнира снялся павлодарский «Иртыш» и высший дивизион покидала только одна команда. Основное соперничество в борьбе за выживание развернулось между «Окжетпесом» и «Каспием» из Актау. Ключевой матч между конкурентами за сохранение места в элите состоялся 21 ноября при минус 7 градусах. «Каспий» одержал победу 2:1, чем практически лишил «Окжетпес» шансов на выживание. Последние матчи сезона «Окжетпесом» были также проиграны, команда заняла последнее место с 6-очковым отставанием от «Каспия» и выбыла в Первую лигу. Лучшим бомбардиром команды стал полузащитник Артём Дмитриев (5 мячей). Состоявшееся в межсезонье расширение Премьер-лиги не затронуло «Окжетпес».
Сезон 2021. После вылета в Первый дивизион команду покинули главный тренер А. Карпович и практически все ведущие футболисты. Из основных игроков прошлого сезона осталась вратарская линия (Р. Абжанов, Я. Багинский), а также играющие в атаке Ж. Молдакараев и С. Жумаханов. Вернулся в команду один из любимцев болельщиков прошлых лет В. Гошкодеря, пополнил состав ряд опытных игроков: защитники Д. Рыжук, И. Дуць, полузащитник Г. Тетрашвили, нападающий Р. Болов, а решать задачу возвращения в Премьер-лигу было доверено С. Н. Попкову. Первые две игры (в Каратау и Таразе) команда проводила без нескольких основных игроков, регистрация которых была под запертом, и в результате — только одно набранное очко. Первая домашняя игра «Окжетпесом» была сыграна 26 апреля после очень долгого перерыва на своём стадионе (прошлый сезон доигрывали на нейтральных полях) и уже полноценным составом — со счётом 6:1 была обыграна «Академия Оңтүстік». Этот матч, как и многие другие домашние матчи этого сезона в Кокшетау прошёл без зрителей по причине ковид-ограничений. В середине сезона из-за долгов перед группой футболистов, защищавших цвета команды в прошлом году, с команды было снято 3 очка, а ближе к завершению чемпионата ещё 6. В итоге показавший яркий атакующий футбол «Окжетпес» (лучший результат лиги по забитым голам и разности забитых/пропущенных мячей) фактически набрал столько же очков, как и победитель дивизиона «Аксу», однако с учётом снятых штрафных балов занял лишь 4 место. Лучшим бомбардиром команды с 19 мячами стал Жасулан Молдакараев (2 место в дивизионе). Таким образом, задача возвращения в элиту была отложена как минимум ещё на один сезон.
Сезон 2022. Задачу возвращения в Премьер-лигу решал прежний тренерский штаб во главе с С. Н. Попковым, остались в команде и её лидеры — Ж. Молдакараев, С. Жумаханов, Р. Болов. После ряда лет выступления в других клубах вернулся в команду местный воспитанник Антон Куксин, а после годичного перерыва — сербский легионер Милан Стоянович. Были приглашены несколько опытных футболистов в линии защиты и полузащиты (В. Гунченко, М. Драченко, В. Седельников и др.). Вратарскую линию дополнил россиянин В. Граб. «Окжетпес» стартовал с двух уверенных побед, к которым добавилась волевая домашняя победа над одним из конкурентов за повышение в классе — «Жетысу», добытая на последних секундах матча. Ближе к середине сезона «Окжетпес» захватил лидерство в чемпионате и не упускал его до самого финиша. В домашнем матче 18 тура (03.09) с занимающим второе место «Кайсаром», при счёте 0:1 в добавленное ко второму тайму время на подачу углового пришёл вратарь хозяев А. Довгаль и ударом головой сравнял счёт, а в 20 туре (17.09) в игре с «Астаной М» была одержана самая крупная победа кокчетавской команды (8:0) за всю историю участия в чемпионатах СССР и Казахстана. Лучшим бомбардиром «Окжетпеса» и всего дивизиона с 24 мячами стал Руслан Болов, а Санат Жумаханов набрал 29 очков (14+15) по системе «гол+пас».

### Главные тренеры за всю историю команды
Д. Козлов, А. Погорелов, Ю. Стулов, Ю. Хакимов, Д. Корнеев, В. Шарков, Н. Оберемко, В. Коробков, С. Зайцев, В. Малов, Г. Плотников, Б. Баймухамедов, О. Волков, А. Малышкин, П. Асылбаев, А. Духанов, В. Кумыков, М. Кенетаев, В. Дергач, В. Фомичёв, С. Герасимец, В. Глевич, В. Ледовских, В. Рымарь, В. Чебурин, С. Абдуалиев, А. Ферапонтов, В. Муханов, В. Пасулько, С. Попков, А. Карпович.
Матчи проводит на стадионе «Окжетпес» (4158 мест). В 1968-70, 1979-87, 1990-91 — участник 14 чемпионатов СССР (класс Б — 3, вторая лига — 11): в 492 матчах +147=99-246, мячи 499—776. Лучшее место — 7 (1970).
Самые крупные победы — 8:0 («Астана М», 2022), 7:2 («Авангард» Петропавловск, 1979), 4:0 («Металлист», Петропавловск, 1970; «Химик», Степногорск, 1981; «Алай», Ош, 1991), 5:1 («Фосфорит», Каратау, 1968) и 6:2 («Металлист», Петропавловск, 1991). Самые крупные поражения — 0:8 («СКА», Хабаровск, 1979; «Горняк», Хромтау, 1991).
В розыгрышах Кубка СССР команда не участвовала.
С 1992 — участник 19 чемпионатов Казахстана в высшем дивизионе: в 334 матчах +91=75-168, мячи 287—462. Лучшее место — 5 (2016). Самые крупные победы — 5:0 («ЦСКА», Алматы, 1992), 7:0 («ЦСКА», Алматы, 2011). Самое крупное поражение — 1:10 («Тобол», Костанай, 2007).

## Достижения
Чемпионат Казахстана
- 5-е место: 2016

Кубок Казахстана
- 1/4 финала (7): 1993, 2001, 2006, 2011, 2015, 2016, 2017

Первая лига Казахстана
- Победитель (5): 1993, 2014, 2018, 2022, 2024
- Серебряный призёр: 2011
- Бронзовый призёр (4): 1994, 1995, 1999, 2013

## Места в чемпионатах Казахстана
| Год  | Лига         | Место | И  | В  | Н  | П  | Р/М   | Лучшие бомбардиры                                             |
| ---- | ------------ | ----- | -- | -- | -- | -- | ----- | ------------------------------------------------------------- |
| 1992 | Суперлига    | 20    | 32 | 11 | 2  | 19 | 38-56 | В. Гусев, В. Казанков по 7                                    |
| 1994 | Первая       | 3     | 36 | 22 | 5  | 9  | 65-27 | А. Криворучко — 11                                            |
| 1995 | Первая       | 3     | 16 | 8  | 4  | 4  | 19-12 | Н. Сулейменов — 5                                             |
| 1996 | Суперлига    | 18    | 34 | 2  | 4  | 28 | 12-77 | К. Кучербаев — 4                                              |
| 1999 | Первая       | 3     | 5  | 3  | 1  | 1  | 7-3   | Р. Дузмамбетов, О. Рылов по 2                                 |
| 2000 | Суперлига    | 10    | 28 | 8  | 5  | 15 | 25-34 | С. Кондрацкий — 4                                             |
| 2001 | Суперлига    | 10    | 32 | 12 | 8  | 12 | 35-37 | О. Киримов — 8                                                |
| 2002 | Суперлига    | 12    | 32 | 6  | 6  | 20 | 25-56 | В. Карпов — 7                                                 |
| 2003 | Суперлига    | 17    | 32 | 4  | 9  | 19 | 13-42 | А. Тлехугов, М. Биелик, Р. Бабичев — по 2                     |
| 2004 | Суперлига    | 11    | 36 | 10 | 13 | 13 | 26-39 | А. Малков — 7                                                 |
| 2005 | Суперлига    | 9     | 30 | 11 | 4  | 15 | 26-32 | С. Досманбетов — 7                                            |
| 2006 | Суперлига    | 11    | 30 | 8  | 9  | 13 | 23-36 | Г. Чонкаев — 4                                                |
| 2007 | Суперлига    | 15    | 30 | 8  | 5  | 17 | 26-56 | Г. Чонкаев, С. Досманбетов — по 5                             |
| 2008 | Премьер-Лига | 9     | 30 | 10 | 5  | 15 | 32-48 | С. Досманбетов — 10                                           |
| 2009 | Премьер-Лига | 11    | 26 | 6  | 4  | 16 | 22-48 | А. Малков — 5, Т. Досмагамбетов — 4                           |
| 2010 | Премьер-Лига | 12    | 32 | 6  | 7  | 19 | 24-57 | Х. Абдукаримов, Ю. Дяк — по 5                                 |
| 2011 | Первая Лига  | 2     | 32 | 21 | 6  | 5  | 59-25 | Г. Алекперзаде — 10, Р. Кенетаев и Т. Досмагамбетов — по 7    |
| 2012 | Премьер-Лига | 14    | 26 | 3  | 2  | 21 | 20-56 | Д. Чагелишвили — 6, Т. Досмагамбетов — 4                      |
| 2013 | Первая Лига  | 3     | 34 | 20 | 7  | 7  | 51-27 | А. Булешев — 14, В. Головешкин — 9                            |
| 2014 | Первая Лига  | 1     | 28 | 21 | 1  | 6  | 59-33 | А. Булешев — 22, Х. Абдукаримов и Н. Хохлов — 6               |
| 2015 | Премьер-Лига | 8     | 32 | 12 | 6  | 14 | 36-41 | Л. Роткович — 13, А. Булешев — 8                              |
| 2016 | Премьер-Лига | 5     | 32 | 13 | 6  | 13 | 42-44 | С. Бандо — 9, М. Хайруллин — 8                                |
| 2017 | Премьер-Лига | 12    | 33 | 7  | 3  | 23 | 28-61 | Т. Досмагамбетов — 4, А. Козлов — 4                           |
| 2018 | Первая Лига  | 1     | 33 | 23 | 5  | 5  | 61-27 | С. Жумаханов — 19, Н. Баженов — 16                            |
| 2019 | Премьер-Лига | 7     | 33 | 11 | 7  | 15 | 44-49 | М. Стоянович — 7, Д. Алмейда — 6                              |
| 2020 | Премьер-Лига | 11    | 20 | 2  | 5  | 13 | 16-38 | А. Дмитриев — 5                                               |
| 2021 | Первая Лига  | 4     | 22 | 15 | 5  | 2  | 66-25 | Ж. Молдакараев — 19, Р. Болов — 13                            |
| 2022 | Первая Лига  | 1     | 26 | 19 | 4  | 3  | 80-22 | Р. Болов — 24, С. Жумаханов — 14                              |
| 2023 | Премьер-Лига | 12    | 26 | 7  | 6  | 13 | 26-37 | С. Димитров — 5, Ж. Молдакараев, Р. Болов, М. Драченко — по 3 |

Вторая команда «Окжетпес U-21» с 2016 года играет во Второй лиге.

## Руководство и тренерский штаб
| Должность                  | Имя                  |
| -------------------------- | -------------------- |
| Директор клуба             | Ерлан Джамантаев     |
| Спортивный директор        | Руслан Кенетаев      |
| Главный тренер             | Андрей Ферапонтов    |
| Ассистент главного тренера | Дмитрий Карпов       |
| Тренер вратарей            | Виталий Кувшинов     |
| Тренер по ОФП              | Евгений Валентюкевич |
| Врач                       | Руслан Абсалямов     |
| Массажист                  | Нуржан Ташимов       |
| Начальник команды          | Айдын Социалов       |

## Состав
| 1  | Флаг Казахстана | Вр  | Кажымукан Толепберген | 2000 |  |  |  |  |  |
| 16 | Флаг Украины    | Вр  | Алексей Шевченко      | 1992 |  |  |  |  |  |
| 22 | Флаг Казахстана | Вр  | Данил Подымский       | 1998 |  |  |  |  |  |
|    |                 |     |                       |      |  |  |  |  |  |
| 2  | Флаг Казахстана | Защ | Арсен Аширбек         | 2003 |  |  |  |  |  |
| 3  | Флаг Казахстана | Защ | Нурлан Даиров         | 1995 |  |  |  |  |  |
| 4  | Флаг Казахстана | Защ | Виктор Зябко          | 1997 |  |  |  |  |  |
| 5  | Флаг Казахстана | Защ | Санжар Сатанов        | 2001 |  |  |  |  |  |
| 15 | Флаг Казахстана | Защ | Нияз Идрисов          | 1999 |  |  |  |  |  |
| 17 | Флаг Казахстана | Защ | Саламат Жумабеков     | 2004 |  |  |  |  |  |
| 21 | Флаг Казахстана | Защ | Султан Абилгазы       | 1997 |  |  |  |  |  |
| 23 | Флаг Казахстана | Защ | Кобыланды Камариден   | 2007 |  |  |  |  |  |
| 27 | Флаг Казахстана | Защ | Тимур Досмагамбетов   | 1989 |  |  |  |  |  |
| 28 | Флаг Казахстана | Защ | Виктор Гунченко       | 1994 |  |  |  |  |  |

| 42 | Флаг Бразилии   | Защ | Энцо Мендес          | 2002 |  |  |  |  |  |
| 71 | Флаг Хорватии   | Защ | Франьо Прце          | 1996 |  |  |  |  |  |
|    |                 |     |                      |      |  |  |  |  |  |
| 6  | Флаг Казахстана | ПЗ  | Бексултан Шамши      | 2000 |  |  |  |  |  |
| 7  | Флаг Казахстана | ПЗ  | Дамир Марат          | 2000 |  |  |  |  |  |
| 8  | Флаг Казахстана | ПЗ  | Аслан Дарабаев       | 1989 |  |  |  |  |  |
| 10 | Флаг Казахстана | ПЗ  | Даурен Жумат         | 1999 |  |  |  |  |  |
| 11 | Флаг Казахстана | ПЗ  | Батырхан Тажибай     | 2001 |  |  |  |  |  |
| 14 | Флаг Казахстана | ПЗ  | Адам Адахаджиев      | 1998 |  |  |  |  |  |
| 24 | Флаг Сербии     | ПЗ  | Никола Цуцкич        | 1997 |  |  |  |  |  |
| 77 | Флаг Сербии     | ПЗ  | Страхиня Йованович   | 1999 |  |  |  |  |  |
|    |                 |     |                      |      |  |  |  |  |  |
| 9  | Флаг Казахстана | Нап | Шынгыс Флюк          | 2001 |  |  |  |  |  |
| 19 | Флаг Казахстана | Нап | Владислав Прокопенко | 2000 |  |  |  |  |  |
| 96 | Флаг Казахстана | Нап | Алияр Мухамед        | 2001 |  |  |  |  |  |

## Последние трансферы
| Поз. | Игрок                   | Прежний клуб     |
| ---- | ----------------------- | ---------------- |
| Вр   | Алексей Шевченко***     | свободный агент  |
| Вр   | Владислав Саенко***     | Атырау           |
| Защ  | Виктор Гунченко***      | Улытау           |
| Защ  | Нурлан Даиров***        | Жетысу           |
| Защ  | Санжар Сатанов***       | Туран            |
| Защ  | Султан Абилгазы***      | Елимай           |
| Защ  | Тимур Досмагамбетов***  | Астана           |
| Защ  | Франьо Прце***          | Спартак (Варна)  |
| ПЗ   | Адам Адахаджиев***      | SD Family        |
| ПЗ   | Арсен Аширбек*          | Тараз            |
| ПЗ   | Аслан Дарабаев***       | Елимай           |
| ПЗ   | Дамир Марат***          | Каспий           |
| ПЗ   | Никола Цуцкич***        | Туран            |
| ПЗ   | Страхиня Йованович***   | Радник (Биелина) |
| Нап  | Владислав Прокопенко*** | Астана           |
| Нап  | Шынгыс Флюк***          | Улытау           |

| Поз. | Игрок                   | Новый клуб      |
| ---- | ----------------------- | --------------- |
| Защ  | Дмитрий Мирошниченко*** | Кызыл-Жар       |
| Защ  | Жалгас Жаксылыков***    | Кайсар          |
| Защ  | Максат Амирханов***     | свободный агент |
| Защ  | Мирас Тулиев***         | свободный агент |
| ПЗ   | Елисей Горшунов***      | Кызыл-Жар       |
| ПЗ   | Зикрилло Султаниязов**  | Ордабасы        |
| ПЗ   | Нурдаулет Избасаров***  | свободный агент |
| Нап  | Рауль Аллахвердиев**    | Женис           |

* В аренду

** Из аренды

*** Свободный агент